# Meridiano de sangre
Meridiano de sangre (Blood Meridian or the Evening Redness in the West) es una novela escrita por el autor estadounidense Cormac McCarthy. Publicada en 1985 por Random House, Meridiano de sangre fue la quinta novela de McCarthy.
La novela narra la historia de un joven fugitivo (el único nombre que se le da es «el chaval») que se une a la banda de Glanton, un grupo histórico de mercenarios que fue contratado por el gobernador de Chihuahua para masacrar indígenas en la frontera entre Estados Unidos y México entre 1849 y 1850. El rol del antagonista es asumido por el Juez Holden, un hombre albino de gran estatura que se dedica a fomentar la violencia.

## Resumen del argumento
La novela narra la historia del «chaval», un joven fugitivo nacido en Tennessee durante las Leónidas de 1833. El «chaval» conoce al Juez Holden por primera vez en un evento religioso en Nacogdoches (Texas), en donde el Juez acusa al pastor, el Reverendo Green, de haber tenido sexo con una niña de once años y con una cabra e incita a la muchedumbre para que lo mate. En realidad, la acusación del Juez era falsa y los que lo escuchan sólo se ríen.
Viajando solo con su mula a través de las llanuras del este de Texas, el «chaval» llega a «Bexar» (San Antonio en la actualidad). Después de un encuentro violento con un cantinero, el niño se une a un grupo de filibusteros del Ejército de los Estados Unidos bajo las órdenes del Capitán White que se dirigen a México. Sin embargo, poco después de cruzar la frontera, son atacados por un grupo de guerreros comanches y pocos sobreviven. El «chaval» es uno de estos, pero es arrestado en Chihuahua por ser un filibustero. Gracias a su compañero de celda, Toadvine, quien les dice a las autoridades que ambos son expertos cazando indios, logra salir de la prisión y se une al grupo de John Joel Glanton.
Buena parte de la novela se enfoca en las actividades y conversaciones de la banda. El grupo encuentra un circo itinerante y una adivina les lee su suerte con el tarot. La banda fue contratada por los líderes regionales para proteger a los ciudadanos de los indios apache y reciben una recompensa por cada cuero cabelludo que consigan. Sin embargo, con el paso del tiempo, la banda empieza a asesinar a indios inocentes, a pueblerinos mexicanos e incluso a soldados mexicanos.
El juez Holden, quien también es miembro del grupo de Glanton, se presenta como una figura misteriosa e imponente y los otros miembros de la banda ni siquiera lo consideran humano. El juez no tiene problemas asesinado niños e incluso se sugiere que es pedófilo, pero ninguno de sus compañeros se inmuta por sus actos. Ben Tobin, un «ex-pastor» que hace amistad con el «chaval», dice que, mientras huían de un grupo de apaches, encontraron al Juez sentado en un peñasco en medio del desierto, en donde parecía que los estaba esperando. Él los guía a un volcán extinto en donde les enseña cómo fabricar pólvora para combatir los apaches. El «chaval» le cuenta a Tobin que había visto al Juez en Nacogdoches, pero Tobin le dice que todos los hombres de la banda dicen haberse encontrado con el Juez anteriormente.
Después de merodear por varios meses, el grupo regresa a los Estados Unidos, en donde toman control de un ferry en el río Gila en Yuma (Arizona) y roban a las personas que quieren cruzar el río. Debido al estilo brutal de la banda, el ejército estadounidense y los indios quechan establecen un ferry en otro vado del río. Poco después, los quechan atacan y matan a la mayoría de la banda, incluyendo a Glanton. El «chaval», Toadvine y Tobin logran escapar al desierto, a pesar de que el «chaval» es herido con una flecha en la pierna. El «chaval» y Tobin se dirigen al oeste y se encuentran con Holden quien trata de quitarles sus armas y posesiones. El juez le dispara a Tobin en el cuello, por lo que deben esconderse entre huesos de animales en un arroyo. El juez no logra encontrarlos por lo que abandona el lugar y los dos son rescatados por una tribu de indios kumiai.
Ambos viajan a San Diego (California), en donde el «chaval» se separa de Tobin y termina en la cárcel. Holden lo visita y le dice que le dijo a las autoridades la «verdad»: que el «chaval» era responsable por la muerte de la banda de Glanton. El «chaval» le dice que él era el causante de la maldad de la banda, pero el Juez lo niega y trata de tocarlo a través de las barras de la prisión, pero el «chaval» se aleja, a pesar de que dice que no tiene miedo. Holden se marcha diciendo que tiene cosas por hacer. El «chaval» es liberado y busca a un médico para que trate su herida. Mientras se recupera de los efectos de la anestesia, tiene una alucinación en la que el Juez lo visita junto a un hombre extraño que fabrica monedas. Posteriormente, trata de buscar a Tobin, pero no lo encuentra, por lo que se dirige a Los Ángeles, en donde presencia la ejecución de Toadvine y David Brown, otro miembro de la banda de Glanton.
El «chaval» vaga por el oeste estadounidense por varias décadas y en 1878 llega a Fort Griffin (Texas). El autor pasa a llamarlo el «hombre». En un saloon del pueblo se encuentra con el Juez, quien no ha envejecido para nada y lo llama una decepción ya que en su corazón siente «clemencia por los paganos». Holden dice que el «hombre» llegó al saloon para «el baile»: el baile de violencia, guerra y derramamiento de sangre. El «hombre» niega estas ideas y le dice que el Juez no es nada y que incluso un oso entrenado puede bailar.
El «hombre» consigue una prostituta y después va a una letrina bajo otra lluvia de meteoros. Allí encuentra al Juez desnudo, quien «lo estrechó contra sus inmensas y terribles carnes». Esta es la última mención que se hace del «hombre». Posteriormente, dos hombres salen del saloon  y se encuentra a un hombre orinando fuera de la letrina, quien les recomienda no entrar. Ellos lo ignoran, abren la puerta y ven con espanto lo que hay adentro. La novela termina con el Juez de vuelta en el saloon bailando con los borrachos y las prostitutas diciendo que él nunca morirá.

## Personajes
- El «chaval»: El protagonista antiheroico de la novela, un joven oriundo de Tennessee. Su madre muere dando a luz y cuando él crece huye hacia Texas. Tiene una predisposición a la violencia y siempre termina en trabajos violentos, ya sea como un filibustero bajo el mando del Capitán White o cazando indios con la banda de Glanton. El «chaval», ya como un adulto, se encuentra con el Juez Holden nuevamente después de tres décadas desde que ambos formaron parte del grupo de Glanton.
- Juez Holden: Un enorme hombre albino sin ningún pelo en su cuerpo. Explora el mundo natural inquisitivamente, pero también es el personaje más violento de la novela e incluso se insinúa que sea un pedófilo. A pesar de esto, es el personaje más filosófico del grupo y también es sumamente educado. Percibe el mundo de una manera fatalista, pero también cree que puede ser controlado. Predica que la fundación de la naturaleza humana es la violencia. Después de que los quechan masacren al grupo, el Juez los abandona y al final se convierte en el principal antagonista.
- Louis Toadvine: Un criminal que el «chaval» se encuentra en una pelea y quien posteriormente quema un hotel. No tiene orejas y en su frente tiene marcadas las letra H, T (por horse thief, ladrón de caballos en inglés) y F. El «chaval» se lo vuelve a encontrar en una prisión de Chihuahua y establece una amistad con él. Toadvine negocia la liberación de ambos a cambio de sus servicios en la banda de Glanton. No es tan depravado como el resto de los miembros del grupo y sirve como un contrapeso a los métodos sangrientos del Juez. Muere ahorcado en Los Ángeles junto a David Brown.
- Capitán White: Un exsoldado y supremacista estadounidense quien cree que México es una nación sin orden que debería estar bajo el control de los Estados Unidos. Guía a un grupo de filibusteros a México en donde son atacados por un grupo de comanches, quienes lo decapitan.
- John Joel Glanton: El líder de un grupo de mercenarios que es contratado para asesinar indios en México. Sin embargo, la banda también asesina civiles y soldados mexicanos para reclamar dinero con sus cueros cabelludos. Tiene una esposa y un hijo en Texas, pero es buscado en ese estado por sus crímenes. Es un estratega inteligente y su última acción es tomar control de un ferry en el río Gila, lo que termina causando su muerte y la de la mayoría de los miembros de su banda.
- Benjamin Tobin: Un exnovicio que abandona su vocación para unirse a la banda de Glanton. Sin embargo, sigue siendo muy religioso y se hace amigo del «chaval». Se siente amenazado por el Juez y su filosofía, por lo que ambos se vuelven enemigos. Después de que la banda es atacada en el río Gila, el Juez le dispara en el cuello pero sobrevive y busca atención médica en San Diego.
- David Brown: Uno de los miembros más radicales de la banda de Glanton, conocido por su violencia y por el escapulario hecho de orejas humanas que usa en su cuello. Es arrestado en San Diego y el mismo Glanton va a liberarlo, aunque él mismo logra su libertad. Sobrevive la masacre del río Gila, pero es capturado en Los Ángeles junto a Toadvine y ambos son ahorcados.
- John Jackson: Un nombre compartido por dos miembros de la banda de Glanton: un blanco y un negro. Ambos se detestan y siempre hay tensión entre ambos. Cuando el blanco trata de expulsar al negro de una fogata con un comentario racista, el negro lo decapita. Posteriormente, el Jackson negro fue la primera víctima en la masacre de Gila.

## Recepción
Meridiano de sangre es considerada por los críticos como una de las novelas estadounidenses más influyentes de la segunda mitad del siglo XX. En una encuesta para críticos y escritores realizada por The New York Times en 2006, la novela fue elegida entre las cinco más importantes de los 25 años anteriores. Asimismo, el crítico literario Harold Bloom mencionó a Meridiano de sangre como una de las mejores novelas del siglo XX. La revista Time la incluyó en su lista de las 100 mejores novelas en inglés desde 1923 hasta 2005.